# Marc Cucurella
Marc Cucurella Saseta (født 22. juli 1998) er en spansk professionel fodboldspiller der spiller som venstre-back for den engelske Premier League-klub Chelsea og Spaniens fodboldlandshold.
Cucurella fik sin debut for seniorholdet i Barcelona, men tilbragte det meste af sin tid der med reserveholdet. Han spillede over 100 La Liga-kampe for Eibar og Getafe, før han kom til Brighton & Hove Albion i 2021. Han tilbragte en sæson med Brighton, før han kom til Chelsea i 2022.
Cucurella spillede for Spanien på alle ungdomsniveauer fra U16 til U23, hvor han vandt sølvmedalje med sidstnævnte ved OL i 2020. Han debuterede for seniorholdet i 2021, hvorefter han repræsenterede holdet ved UEFA Euro 2024, hvor holdet vandt turneringen.

## Karriere

### Barcelona og Eibar
Cucurella blev født i Alella, Barcelona, Catalonien. Han begyndte at spille futsal med FS Alella, inden han kom til Espanyols ungdomshold i 2006. og i 2012 flyttede han til Barcelona. Den 26. november 2016, mens han stadig var junior, fik han sin seniordebut med reserverne ved at starte i en 4-0 hjemmesejr over L'Hospitalet i Segunda División B.
Cucurella bidrog med 17 kampe for holdet og opnåede oprykning til Segunda División via slutspillet. Den 7. juli 2017 forlængede han sin kontrakt indtil 2021 med en klausul på 12 millioner euro. Han fik sin professionelle debut den 1. september, hvor han startede i en 2-2 uafgjort ude mod Granada. Han debuterede på førsteholdet den 24. oktober, hvor han kom ind som en sen indskifter for Lucas Digne i en 3-0 Copa del Rey-sejr på udebane mod Real Murcia. Han scorede sit første seniormål for Barcelona B den 17. marts 2018, hvor han udlignede i en uafgjort ude mod Lorca.
Den 31. august 2018 blev Cucurella udlånt til La Liga-klubben SD Eibar i et år med en frikøbsklausul på 2 millioner euro. Han debuterede i topligaen den 25. september i et 1-0 nederlag ude til Espanyol. Han var en af otte ændringer foretaget af manager José Luis Mendilibar, og på trods af resultatet blev han rost af Marca-journalisten Ander Barroso. Han scorede sit første La Liga-mål på sæsonens sidste dag den 9. maj 2019 og åbnede scoringen i en 2-2 uafgjort hjemme mod sin moderklub.

### Getafe
Ved udgangen af sin låneperiode udnyttede Eibar Cucurellas klausul, hvilket gjorde ham til en permanent spiller for det baskiske hold; sammen med overgangen tilføjede Barcelona en tilbagekøbsoption på 4 millioner euro. Den 16. juli 2019, efter blot seksten dage som permanent Eibar-spiller, blev denne klausul aktiveret, blot for at han to dage senere skulle udlejes til Getafe til den kommende sæson med en købsoption for 6 millioner euro og 40% af rettighederne forbliver til Barcelona.
Cucurella fik sin europæiske debut den 19. september 2019 som indskifter for Kenedy i en 1-0 hjemmesejr over Trabzonspor i UEFA Europa League-gruppespillet. Han spillede otte kampe i den sæson, som sluttede 11 måneder senere med et samlet 2-0 nederlag til Inter Milan i ottendedelsfinalen.
Den 3. marts 2020 aktiverede Getafe sin købsoption for 6 millioner euro, hvilket ikke længere forbandt ham med Barcelona. Klubben udnyttede sin købsoption fuldt ud den 30. juni.

### Brighton & Hove Albion
Den 31. august 2021 sluttede Cucurella sig til Premier League-klubben Brighton & Hove Albion på en femårig kontrakt. Han debuterede for Brighton den 11. september, hvor han startede og spillede 82 minutter, før han blev udskiftet i 1-0-sejren på udebane over Brentford. Otte dage senere fik han sin hjemmebanedebut og spillede hele 2-1-sejren over Leicester City. Hans afstikkede indlæg lagde op til Danny Welbecks hovedstødsudligning i den forlængede spilletid, der sluttede 1-1 ude mod Chelsea den 29. december. Den 7. maj 2022 scorede han sit første mål for klubben; han nettede det andet mål i en 4-0-sejr over Manchester United ved at skyde på Leandro Trossards tilbagetrækning. Tre dage senere, ved klubbens sæsonafslutningspriser, vandt Cucurella spillernes sæsonens spiller samt blev kåret til sæsonens spiller.

### Chelsea
Den 5. august 2022 underskrev Cucurella en seksårig kontrakt med Premier League-klubben Chelsea. Gebyret blev rapporteret til at være en initial værdi af 55 millioner pund, potentielt stigende til 62 millioner pund i tillæg, hvilket var et rekordstort gebyr, som Brighton modtog. Den 6. august debuterede han som indskifter i en 1-0 udesejr mod Everton i Premier League. On 7 March 2023, he was named Player of the Match in the Champions League round-of-16 second leg match against Borussia Dortmund, hvilket endte med en 2-0 sejr og kvalifikation til kvartfinalen. Den 17. marts 2024 scorede han sit første mål for klubben ved at nette åbningsmålet i en 4-2 sejr over Leicester City i FA Cup-kvartfinalen.
Den 15. december 2024 scorede Cucurella sit første Premier League-mål for Chelsea, et hovedstødsmål assisteret af Noni Madueke i en 2-1 hjemmesejr over Brentford. I samme kamp fik Cucurella sit første røde kort i karrieren, da han fik tildelt et andet gult kort for et slagsmål med Brentfords Kevin Schade efter slutfløjtet, hvilket Schade også fik et gult kort for.

## Internationale karriere
Efter at have repræsenteret Spanien på U16-, U17- og U19-niveau blev Cucurella indkaldt til det spanske U21-landshold i september 2019, hvor han spillede kvalifikationskampe til UEFA-EM for U21 i 2021 mod Kasakhstan og Montenegro. Han var anfører for Spanien til semifinalen i U21-europamesterskabet i 2021, hvor de blev slået af Portugal.
Cucurella var også en del af det spanske U23-hold, der vandt sølvmedalje ved de Olympiske Lege i 2020, som fandt sted i 2021 på grund af året førs udsættelse som følge af COVID-19-pandemien.
I november 2020 indkaldte manager Luis Enrique Cucurella til den spanske seniortrup til UEFA Nations League-kampene mod Schweiz og Tyskland, da José Gayà var skadet. Han var en ubrugt indskifter til kampene.
På grund af isolationen af nogle landsholdsspillere efter Sergio Busquets' positive COVID-19-test, blev Spaniens U21-trup indkaldt til den internationale venskabskamp mod Litauen den 8. juni 2021. Cucurella debuterede som anfører i denne kamp, som Spanien vandt 4-0.
Den 26. marts 2024 fik Cucurella sin anden landskamp for det spanske seniorlandshold, hvor han spillede alle 90 minutter som venstre back i en 3-3 uafgjort kamp mod Brasilien på Estadio Santiago Bernabéu.
I juni 2024 blev Cucurella udtaget til Spaniens trup til UEFA Euro 2024 i Tyskland. Han fik sin konkurrencedebut i holdets åbningskamp i turneringen, hvor han startede som venstre back, da La Furia Roja slog Kroatien 3-0 på Berlins Olympiastadion. I kvartfinalen mod Tyskland var Cucurella centrum for kontroversen, da han rørte bolden med hånden i straffesparksfeltet, men dommeren dømte ingen straffespark, fordi han ikke blev anset for at "forstørre sin krop unaturligt" med sin arm, da bolden ramte hans hånd. Cucurella leverede også assisten på Mikel Oyarzabals sejrsmål, da Spanien besejrede England 2-1 i finalen. Han blev også udnævnt til turneringens hold.